# Médaille Nau Sena
La Médaille Nau Sena (également orthographiée Médaille Nao Sena, lit. Navy Medal, la médaille de la Marine) est une décoration de la marine indienne récompensant la bravoure en service.

## Histoire
Elle fut créée par le président de l'Inde le 17 juin 1960.

## Conception
La médaille est de forme pentagulaire, avec des côtés incurvés en argent standard. Le montage doit être un anneau fixe attaché à une barre métallique de 3 mm de large ornée de feuilles d'Ashoka. Sur son avers est gravée la crête navale. Sur son revers, se trouve un trident dans un cercle avec une corde et l'inscription "Nau Sena Medal", en hindi, en relief le long du bord supérieur.
Le ruban de 32 mm est de couleur bleu marine avec une fine bande argentée blanche au centre. L'alternance des couleurs est la suivante : 
- bleu foncé 15 mm,
- blanc 2 mm,
- bleu foncé 15 mm[1].